# Аманайе (язык)
Аманайе (Amanage, Amanajé, Amanayé, Amanyé, Manajo, Manaxo, Manaze, Manazo) - бездействующий индейский язык, который принадлежит к группе тупи-гуарани языковой семьи тупи, на котором раньше говорил народ аманайе, проживающий на реке Капим муниципалитета Сан-Домингус-ду-Капин штата Пара в Бразилии. В настоящее время народ говорит на португальском языке.